# Grades et hiérarchie militaire dans les armées du Roi de France
 (avril 2020).
Améliorez-le ou discutez des points à vérifier. 
 (avril 2020).
Si vous disposez d'ouvrages ou d'articles de référence ou si vous connaissez des sites web de qualité traitant du thème abordé ici, merci de compléter l'article en donnant les références utiles à sa vérifiabilité et en les liant à la section « Notes et références ».
La France s'est dotée de forces armées permanentes à partir de la guerre de Cent Ans. Ces armées, entretenues par les rois de France successifs à partir de Charles VI, vont peu à peu remplacer l’ost médiéval et surpasser les armées seigneuriales, jusqu’à la disparition totale de ces dernières avec la politique de centralisation de Louis XIII et de son Principal ministre Richelieu.
Au fur et à mesure que les armées royales gagnaient en hommes et en matériels, la mise en place de grades au sein d’une hiérarchie de plus en plus structurée s’est avéré indispensable au bon fonctionnement de ces forces militaires, poussée de surcroit par les guerres régulières qui opposaient le royaume de France aux puissances militaires européennes qu'étaient l'Espagne, l’Angleterre et le Saint-Empire.
De nombreux grades militaires instaurés sous la Monarchie (comme de nombreux régiments) sont toujours en place de nos jours dans les armées de la République, l'institution militaire française ayant globalement bien résisté aux changements de régime et aux révolutions. Sont venus s'y ajouter des grades nouveaux au XXe siècle.

## Hiérarchie générale des grades
Schématiser rigoureusement la hiérarchie militaire française à cette époque n’est pas chose facile. En effet, les grades pouvaient être soit des offices militaires (souvent vénaux), soit des grands offices de la Couronne pour les plus prestigieux. D’autant que la force militaire se confondait très souvent avec les forces civiles et judiciaires (Maréchaussée, Gouvernements militaires, Prévôtés, etc.). Néanmoins, on peut élaborer une hiérarchie générale des officiers et sous-officiers qui permet de se faire une idée globale de l’état des choses (hormis les nombreuses réformes et modifications) :
- Connétable de France (remplacé en 1627 par le doyen des maréchaux) ;
- Maréchal général des camps et armées du Roi (c’est le premier des maréchaux ; ce grade est honorifique) ;
- Maréchaux et Amiraux de France (commandent l’Armée et la Marine) ;
- Capitaines généraux (ce haut grade disparait à la fin du XVIIe siècle en France mais subsistera sous les Bourbons d’Espagne) ;
- Commandant d’armée (ou lieutenant-général, aujourd'hui général d’armée) ;
- Colonels généraux des régiments (d’infanterie, de dragons, des Suisses, etc.) : c’est un grade très prestigieux car le régiment est l’unité militaire historique de référence (drapeaux, symboles, noms, etc.) ;
- Lieutenant général des armées (Lieutenant général des armées navales pour la Marine) ;
- Major général (de l’infanterie, de la cavalerie, etc.) ;
- Maréchal de camp (aujourd’hui général de brigade) ;
- Maréchal général des logis (chef administratif de l’Armée, il est une sorte de chef d’état-major) ;
- Brigadier des armées du Roi  (officier général ayant une seule étoile) ;
- Maréchal des logis de la cavalerie ;
- Intendant d’armée ;

- Colonels (ou chefs de camps) ;
- Capitaine ;
- Lieutenant ;
- Vaguemestre général[2] ;
- Vaguemestre de brigade ;
- Vaguemestre de régiment ;
- Capitaine des guides[3] ;
- Grand prévôt ;
- Fourrier ;
- Caporal ;
- Soldat de ligne.